# Frankfurter Zeitung

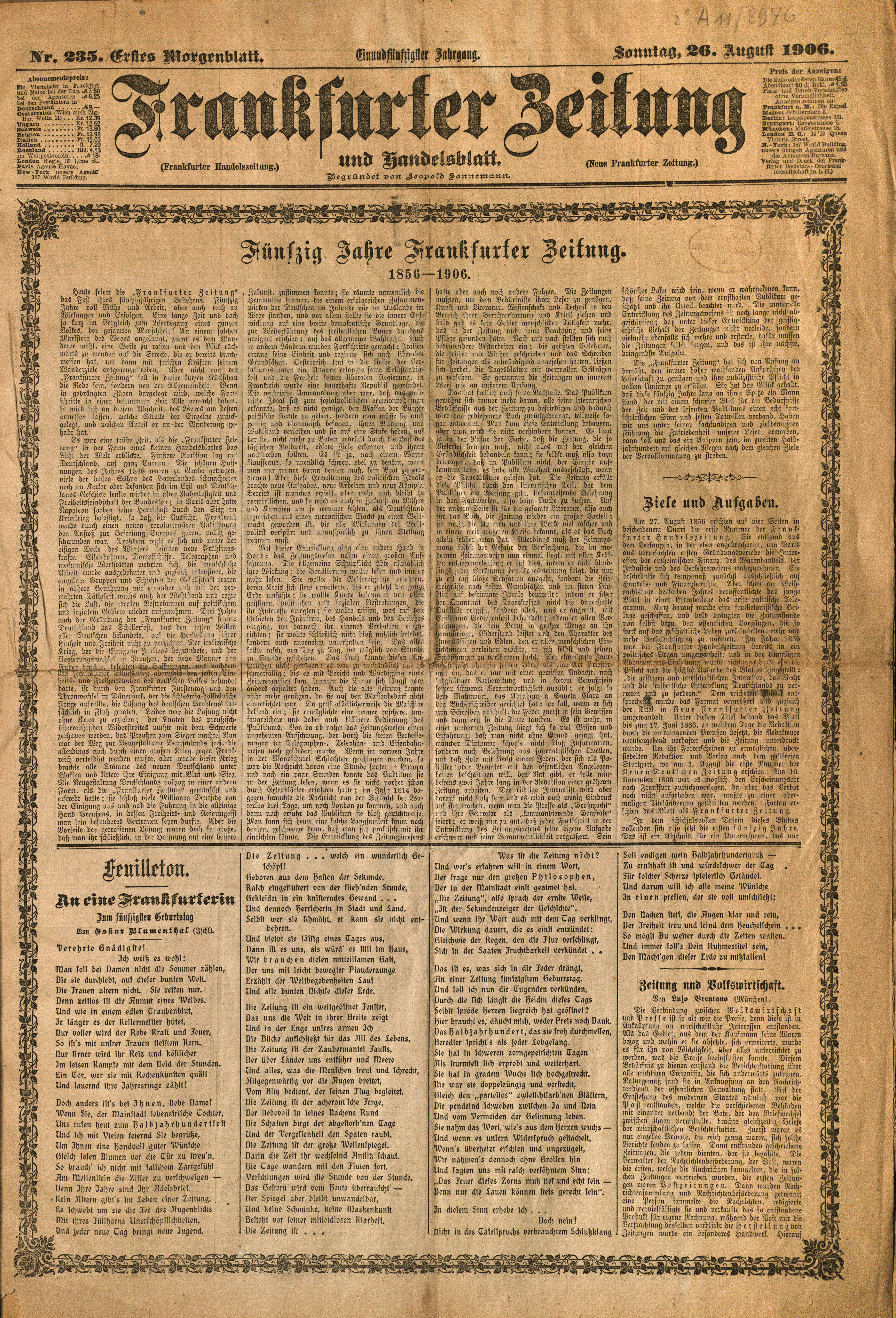
Première page du Frankfurter Zeitung du dimanche 26 août 1906

La Frankfurter Zeitung (littéralement le Journal de Francfort) est un journal allemand qui a paru de 1856 à 1943. Elle est issue d'une lettre de marché qui était publiée à Francfort. Durant le régime nazi, elle fut considérée comme le seul journal à forte diffusion qui ne soit pas complètement sous le contrôle du ministère de la Propagande de Joseph Goebbels.

## Histoire
Après la création de l'Empire allemand en 1871, la Frankfurter Zeitung devint un important porte-parole de l'opposition de la bourgeoisie libérale extra-parlementaire, le journal fut l'avocat de la paix avant et pendant la Première Guerre mondiale.
Durant la République de Weimar, le journal fut en butte à l'hostilité des cercles nationalistes car il s'était prononcé en faveur du traité de Versailles en 1918. À l'époque, il soutenait le gouvernement et la politique de réconciliation de Gustav Stresemann.
La Frankfurter Zeitung était l'un des quelques journaux démocrates de cette époque. Elle était connue en particulier pour son feuilleton, dans lequel les travaux des plus grands esprits de la République furent publiés.
Après la prise de pouvoir par les nazis en 1933, plusieurs collaborateurs juifs du journal durent le quitter, comme Siegfried Kracauer et Walter Benjamin. Comme cela arrangeait l'image du régime hitlérien à l'étranger, le journal fut d'abord protégé par Goebbels, ministre de la Propagande du Reich. Selon J. Bainville, de L'Action française, « Il lui a suffi, pour se protéger, de mettre l'accent sur le mot « national ». Adolf Hitler fera cesser sa parution en 1943.
La Frankfurter Allgemeine Zeitung se considère un peu comme son successeur, beaucoup d'anciens journalistes de la Frankfurter Zeitung ayant aidé à son lancement en 1946.

## Contributeurs notables
- Theodor Adorno
- Muhammad Asad as Leopold Weiss
- Walter Benjamin
- Franz Blei
- Alfred Döblin
- Kurt Eisner
- Lion Feuchtwanger
- Erich Kästner
- Editha Klipstein (de)
- Annette Kolb
- Siegfried Kracauer
- Ernst Kreuder
- Heinrich Mann
- Thomas Mann
- Sandor Marai
- Franz Mehring
- Soma Morgenstern
- Alfred Polgar
- Joseph Roth
- Anna Seghers
- Heinrich Schirmbeck (de)
- Walter Schmiele
- Dolf Sternberger
- Carl Zuckmayer
- Stefan Zweig